# Bug (Mantovani)
Pour les articles homonymes, voir bug.
Bug pour clarinette seule est une œuvre de Bruno Mantovani composée en 1998 et dédicacée au clarinettiste Philippe Berrod.
Il s'agit d'une pièce de jeunesse de Bruno Mantovani qui n'a que 24 ans et d'importance qui a déjà rejoint le répertoire de la clarinette contemporaine.
La pièce est publiée aux Éditions Henry Lemoine. Il existe une version pour saxophone alto.
La pièce était présente au  concours de clarinette du 73e Concours international d'exécution musicale de Genève en 2018.

## Analyse
La pièce a été imaginée en référence au risque de bug informatique lié au passage à l'an 2000 ; elle constitue « une œuvre extrêmement virtuose et instable, métaphore musicale du désordre provoqué par une panne informatique imaginaire ».
Le discours perd progressivement de sa régularité et de son rythme; de même, l'échelle des gammes est modifiée en introduisant des quarts de ton dans les trilles et les intervalles.

## Enregistrements
- Mantovani: D'un rêve parti, avec ensemble Alternance: Philippe Berrod (clarinette), (æon AECD0208, 2002)
- Nicolas Baldeyrou, (Klarthe K101, 2020)[2].